# Mustafa Abud al-Jeleil
Mustafa Mohammed Abud al-Jeleil (meerdere transliteraties mogelijk) (Al Bayda, 1952) is een Libisch jurist en politicus. Hij was van 2007 tot 2011 minister van justitie onder het bewind van Moammar al-Qadhafi. Tijdens de opstand in Libië van 2011 sloot hij zich aan bij de oppositie.
Al-Jeleil begon zijn carrière als advocaat in Al Bayda en werd in 1978 rechter. In 2007 werd hij minister van justitie. In die hoedanigheid liet hij zich kritisch uit over de veiligheidsdiensten, die de detentie van gevangenen die hun straf hadden uitgezeten, verlengden. Nog geen week na het uitbreken van de protesten van 2011 nam hij ontslag wegens het excessief gebruik van geweld tegen de demonstranten. Na zijn ontslag verklaarde hij dat Qadhafi en zijn regime verantwoordelijk waren voor de Lockerbie-aanslag en de Libische hiv-zaak.
Op 24 februari 2011 was hij voorzitter van een congres van politici van de oppositie, gedeserteerde officieren en stamhoofden, dat plaatsvond in Al Bayda. Hierop werd de Nationale Overgangsraad (NOR) opgericht met Al-Jeleil als voorzitter. De in Benghazi zetelende NOR werd in de loop van de opstand door diverse regeringen erkend als legitiem vertegenwoordiger van het Libische volk. Al-Jeleil werd daarmee de facto staatshoofd, en werd als zodanig ontvangen in het buitenland. Mahmoud Jibril werd hoofd van de uitvoerende raad, ofwel premier. Op 20 juli viel de hoofdstad Tripoli, maar pas na de verovering van de laatste plaatsen riep Al-Jeleil eind oktober de bevrijding van Libië uit.